# کلیسای مریم مقدس (خاچیک)
کلیسای مریم مقدس (ارمنی: Սուրբ Աստվածածին եկեղեցի) یک کلیسا متعلق به کلیسای حواری ارمنی واقع در شهر خاچیک، استان وایوتس‌جور ارمنستان می‌باشد. ساخت و ساز این ساختمان در سال ۱۶۸۱ میلادی؛ به پایان رسید. این بنا به سبک معماری ارمنی طراحی شده است.

## نگارخانه

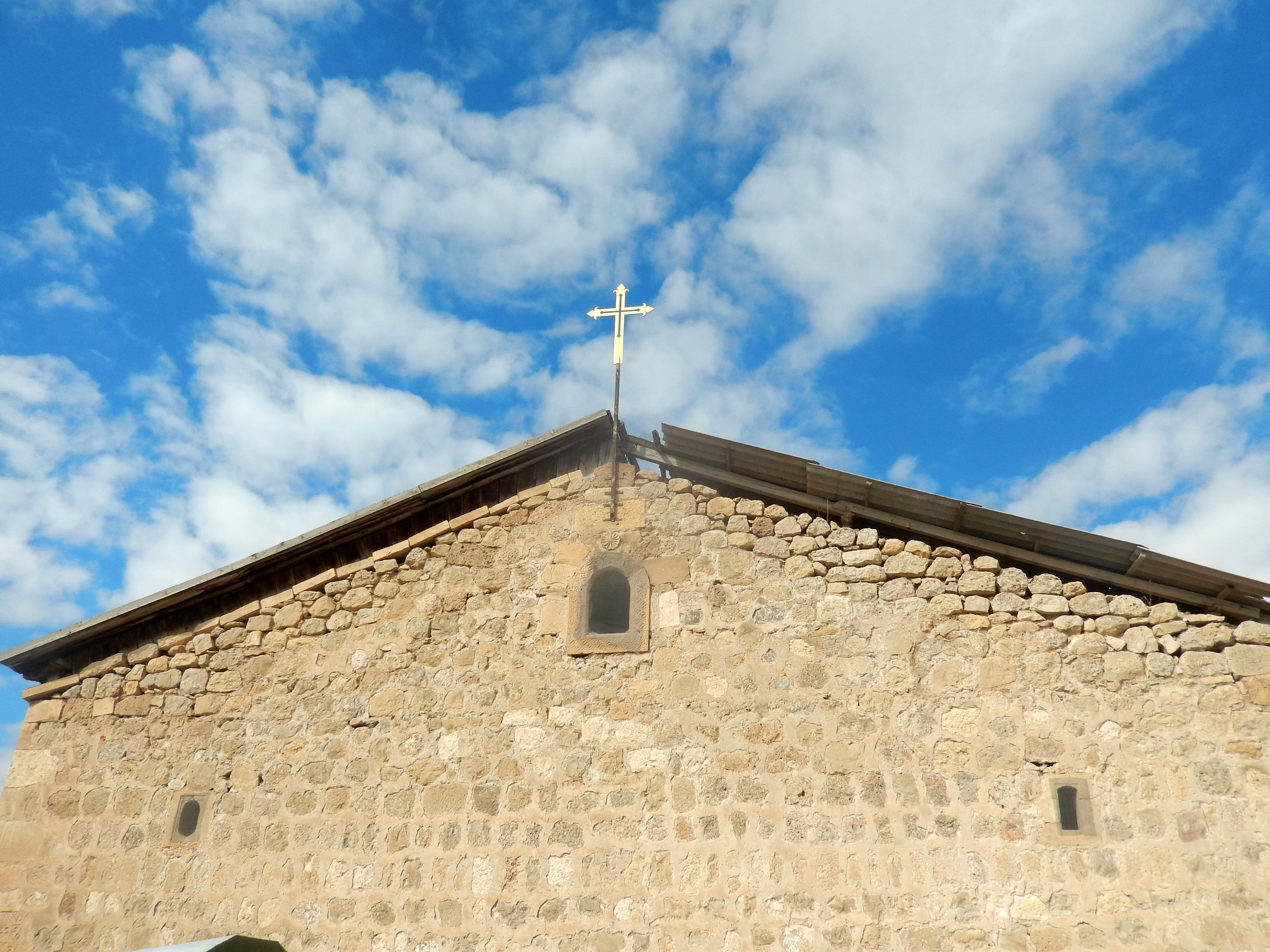
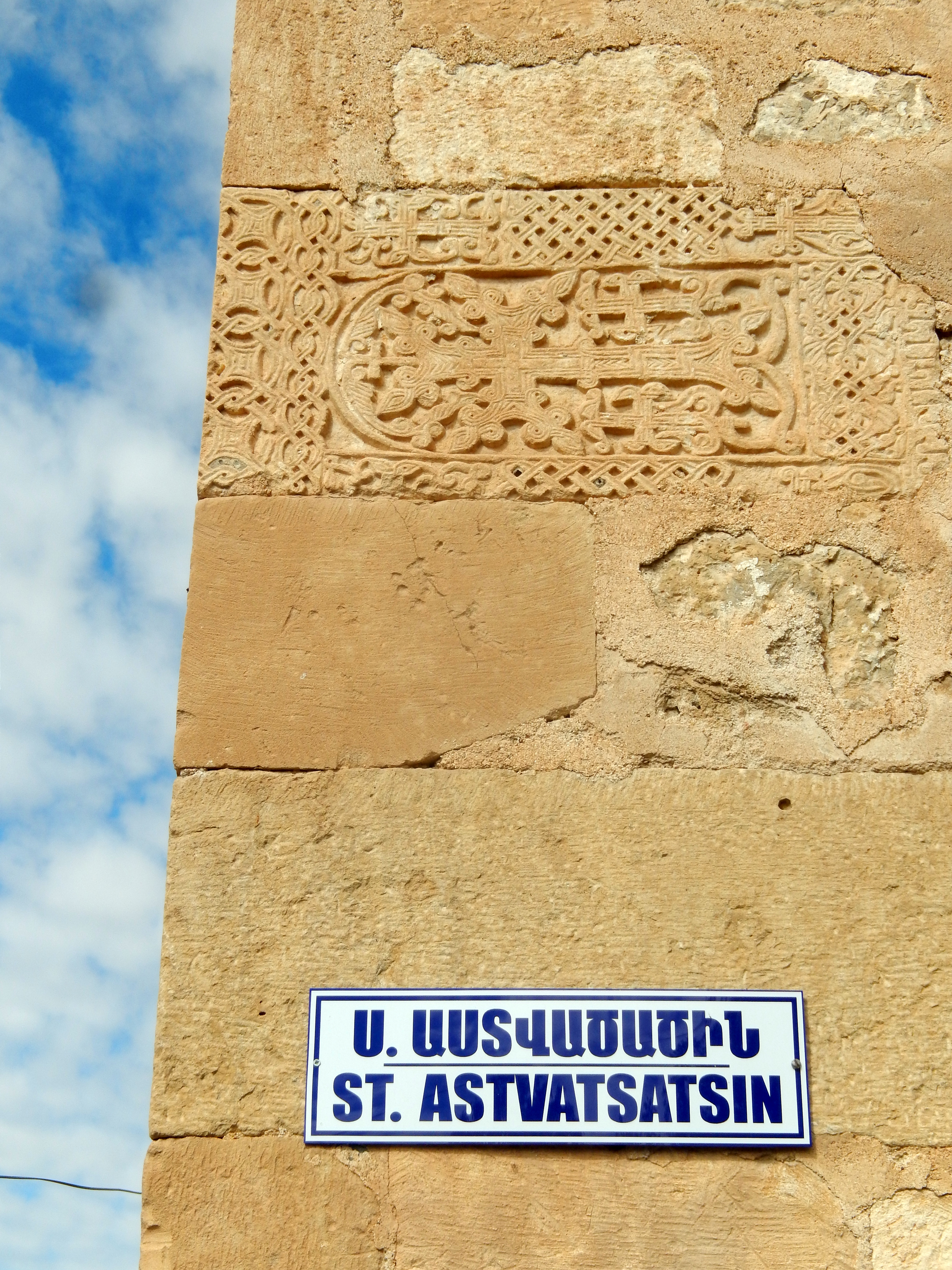
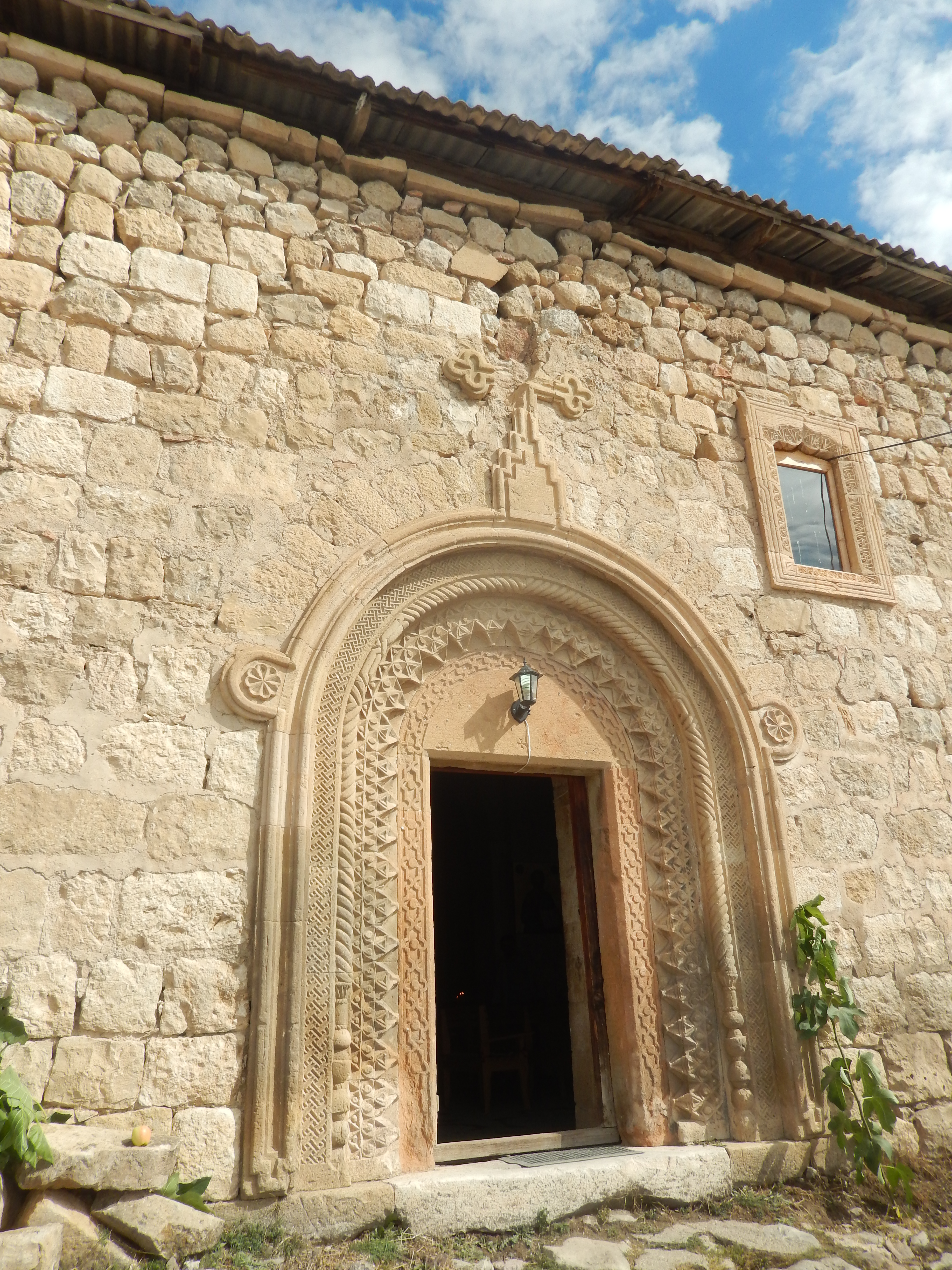
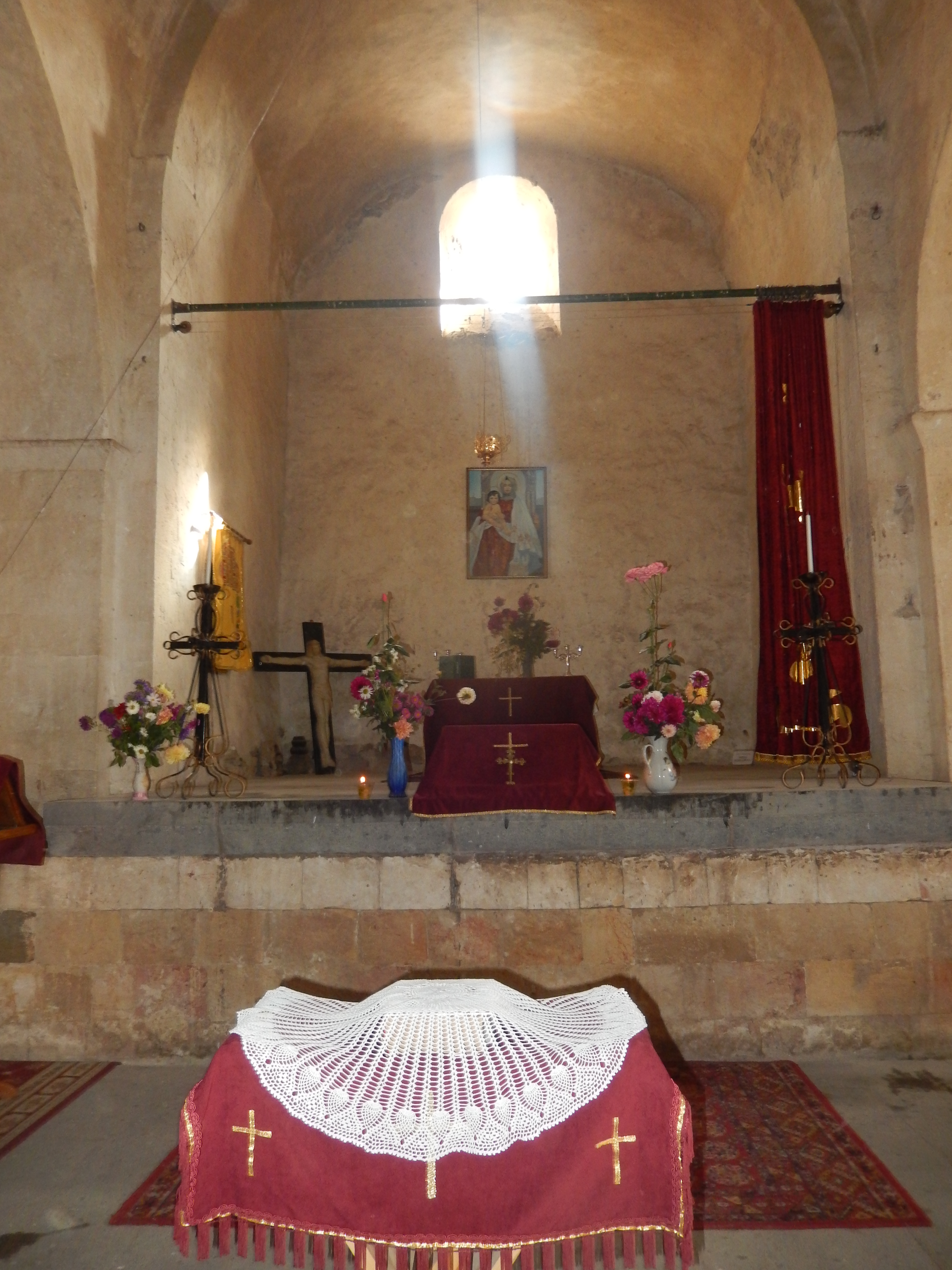
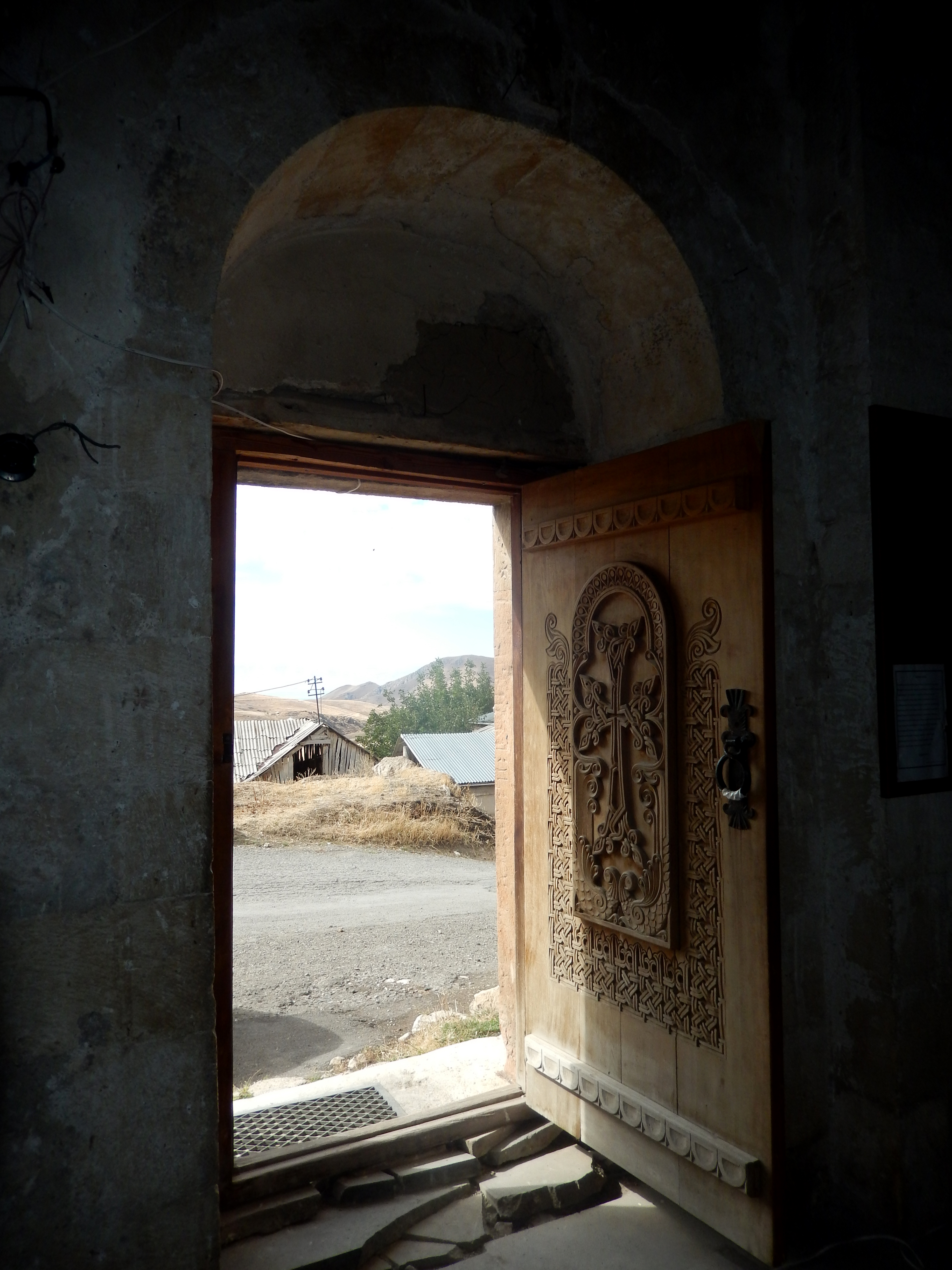